# Fritz Jost (Rechtswissenschaftler)
Fritz Jost (* 7. August 1949 in Viersen) ist ein deutscher Rechtswissenschaftler.

## Leben
Nach dem Studium der Rechtswissenschaft in Freiburg im Breisgau, Genf und Heidelberg legte er die erste juristische Staatsprüfung in Heidelberg 1973 ab. Nach der Promotion an der Universität Heidelberg 1978, der zweiten juristischen Staatsprüfung 1980 und der Habilitation 1989 an der Universität Hannover war er von 1992 bis zum Ruhestand 2015 Professor an der Universität Bielefeld (Lehrstuhl für Bürgerliches Recht, Anwaltsrecht und Rechtsgestaltung, Rechtssoziologie).
Seine Forschungsschwerpunkte sind Anwaltsrecht und Notarrecht (rechtliche Maßgaben anwaltlicher und notarieller Tätigkeit und Rechtsgebrauch aus anwaltlicher und notarieller Sicht), Auskunfts- und Beratungshaftung, Familienrecht und Vertragsgestaltung sowie das Zivilprozessrecht und die außergerichtliche Streitbeilegung.

## Schriften (Auswahl)
- Soziologische Feststellungen in der Rechtsprechung des Bundesgerichtshofs in Zivilsachen. Berlin 1979, ISBN 3-428-04412-6.
- Vertragslose Auskunfts- und Beratungshaftung. Baden-Baden 1991, ISBN 3-7890-2326-4.
- (Hrsg.): Die anwaltliche Vertretung in der Mediation. Begleiter – Coach – Weichensteller?. Hamburg 2013, ISBN 3-8300-7248-1.
- mit Stephan Barton und Susanne Hähnchen (Hrsg.): Anwaltsorientierung im Studium: aktuelle Herausforderungen und neue Perspektiven. 12. Soldan-Tagung am 25. und 26. Juni 2015 in Bielefeld. Hamburg 2016, ISBN 3-8300-8836-1.